# Curva de Haas
La llamada curva de Haas es un gráfico usado en acústica para, entre otras cosas, mantener el estéreo en recintos.
La curva de Haas indica la intensidad (expresada en dB) necesaria para lograr una equivalencia en cuanto al retardo temporal (efecto Haas) en milisegundos entre dos señales. 
Tanto la curva de Haas como el efecto Haas deben su nombre al médico alemán Helmut Haas.
- Datos: Q16554537